# ZNTK Poznań 207M
ZNTK Poznań 207M – rodzina dwu- i trójczłonowych autobusów szynowych produkcji polskiej, oznaczonych na PKP serią SA101 i SA102 (wagony silnikowe) oraz SA111 i SA121 (wagony doczepne i rozrządcze). W 1989 Polskie Koleje Państwowe podjęły decyzję o budowie 220 pojazdów tego typu, ale ostatecznie w latach 1991–1996 w ZNTK Poznań wyprodukowano jedynie 3 jednostki dwuczłonowe i 3 jednostki trójczłonowe. Pierwotnie skierowano je do obsługi połączeń na Pomorzu i Dolnym Śląsku. W 2010 jeden z pojazdów uległ wypadkowi i w 2014 został zezłomowany. Pozostałe składy eksploatowane były wówczas przez Pomorski Oddział Przewozów Regionalnych. Na początku 2016 podjęto decyzję o wycofaniu ich z użytku do końca tamtego roku, ale ostatecznie na początku 2017 jeden egzemplarz nadal pozostawał sprawny. Wówczas zapowiedziano, że jego eksploatacja zostanie zakończona do końca tamtego roku. 8 lipca 2017 miał miejsce ostatni przejazd tego składu, którym ostatecznie zakończono eksploatację pojazdów typu 207M.

## Geneza
Kryzys gospodarczy w kraju w latach 80. XX w. spowodował, że Polskie Koleje Państwowe zaczęły analizować koszty utrzymania połączeń pasażerskich na liniach lokalnych. Po dziesięcioleciach prowadzenia jedno- lub dwuwagonowych składów ciężkimi lokomotywami parowymi lub spalinowymi zaczęto poszukiwać pojazdów tańszych w eksploatacji. Powrócono do porzuconej na przełomie lat 60. i 70. koncepcji szynowych autobusów spalinowych.
W 1988 na dolnośląskie tory wprowadzono pojazdy serii SN81 produkowane przez Kolzam z Raciborza. Ich pozytywna eksploatacja przyczyniła się do zatwierdzenia 17 lipca 1989 przez Dyrektora Generalnego PKP programu budowy 220 autobusów szynowych do obsługi ruchu lokalnego. Zdecydowano, iż głównym ich wykonawcą będą zakłady ZNTK Poznań. Zespół konstruktorów z Biura Projektowo-Wdrożeniowego Konstrukcji Kolejowych „Projkol” z Poznania pod kierunkiem inż. Ryszarda Suwalskiego opracował koncepcję jedno-, dwu-, trój- i czteroczłonowych autobusów szynowych.

## Produkcja, prezentacje i testy

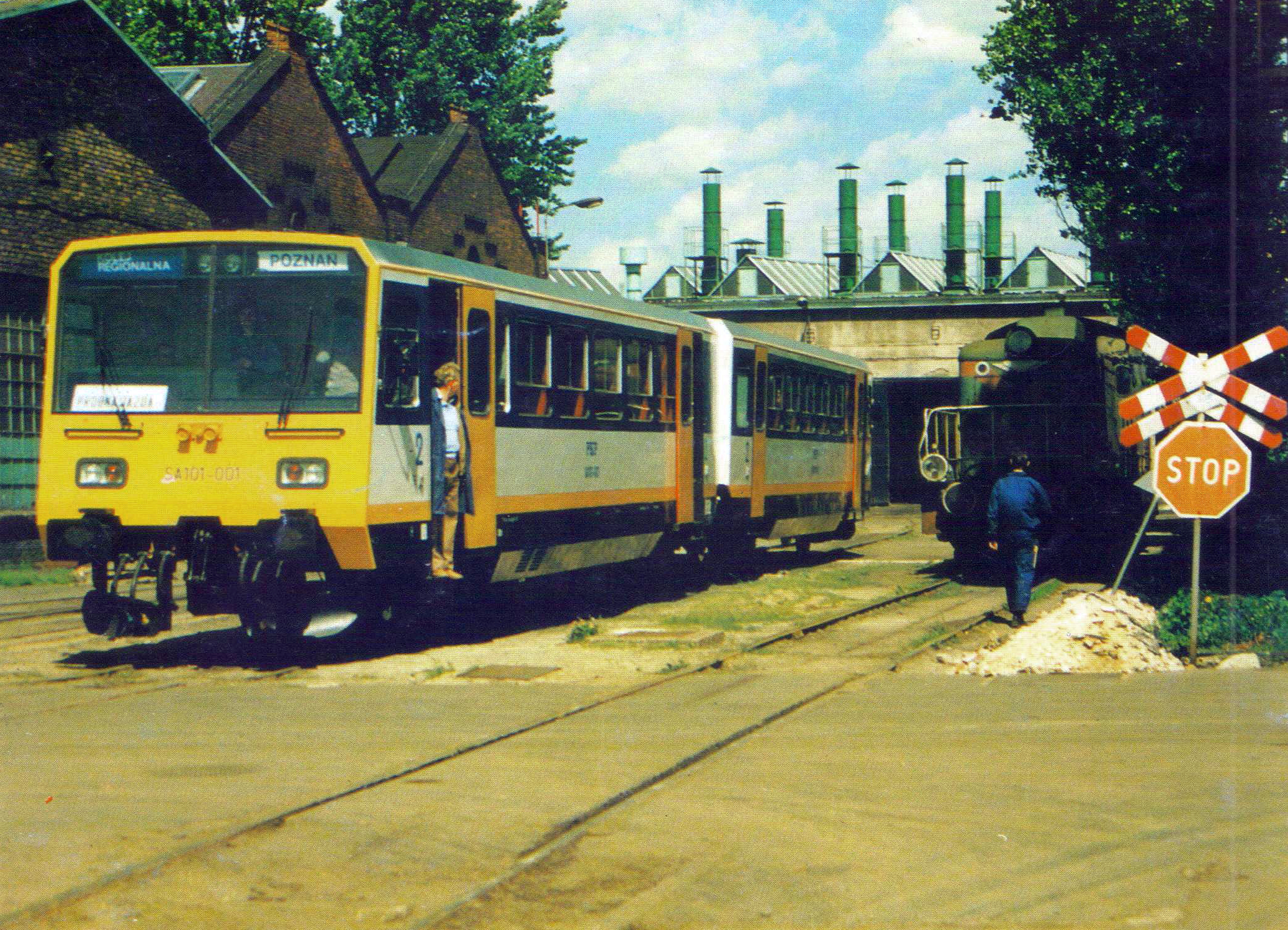
SA101-001 na terenie ZNTK Poznań przed jazdą próbną (1991)

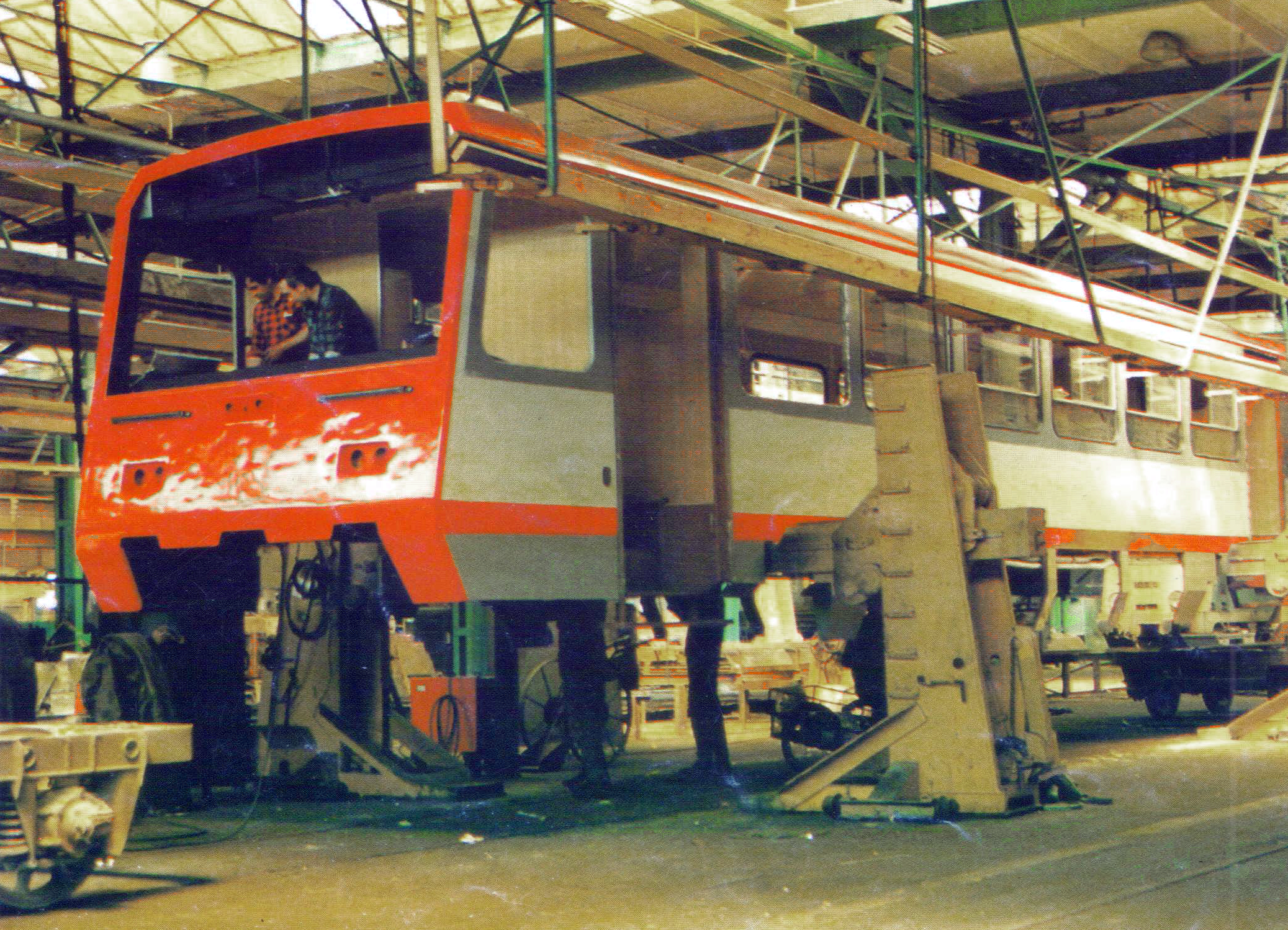
SA101-002 w trakcie montażu (1991)

Termin ukończenia prototypu nowego autobusu szynowego wyznaczono na 31 sierpnia 1990, jednak pierwszy pojazd oznaczony jako SA101-001+SA121-001 był gotowy dopiero w 1991 i w marcu tego roku został przekazany do badań eksploatacyjnych w Centrum Naukowo-Technicznym Kolejnictwa w Warszawie. 24 czerwca 1991 na wykolejnicy przed wjazdem do CNTK wagon SA121-001 wykoleił się, co było pierwszym wypadkiem pojazdów tej serii. W 1991 ukończono również drugi skład nieco różniący się od poprzednika, który w czerwcu 1991 zaprezentowano na Międzynarodowych Targach Poznańskich.
Po uzyskaniu dopuszczenia do ruchu rozpoczęto próbną eksploatację dwóch pierwszych egzemplarzy. Od grudnia 1991 do marca 1992 obsługiwały one połączenia Poznań – Pniewy – Gorzów i Poznań – Grodzisk Wielkopolski. Z uwagi na znaczną frekwencję na tych relacjach do obsługi wieczornego pociągu do Grodziska łączono oba szynobusy. Testy wykazały, że nowe pojazdy zużywają kilkakrotnie mniej paliwa niż spalinowozy, ale są też bardziej awaryjne, gdyż w czasie jazd próbnych odnotowano 23 usterki.
W połowie 1992 do odbioru był gotowy trzeci szynobus dwuczłonowy.
Od 17 do 20 sierpnia 1992 przeprowadzono również testy na liniach górskich z użyciem składu SA101-001+SA101-002 zestawionego z dwóch wagonów silnikowych. Obsługiwał on połączenia Chabówka – Nowy Sącz, Zagórz – Krościenko i z powrotem oraz Zagórz – Łupków i z powrotem. W czasie jazd próbnych odnotowano znaczne zwiększenie frekwencji podróżnych związane z zainteresowaniem nową konstrukcją. Skład kursował z maksymalnym obciążeniem, ale mimo to odcinek z Chabówki do Kasiny Wielkiej o nachyleniu wynoszącym 28 promili przejechał w czasie krótszym o 14 minut. W Łupkowie szynobus przejechał do Słowacji nieeksploatowanym od 3 lat tunelem, którego nie mogła pokonać lokomotywa serii SP42 ciągnąca wagon salonowy. Między Zagórzem a Łupkowem zdefektował jeden z wagonów, co nie przeszkodziło w pokonaniu wzniesienia o nachyleniu 16 promili na odcinku 3 km z prędkością 23 km/h i dotarciu do celu podróży. W protokole końcowym komisja wysoko oceniła właściwości dynamiczne, spokojny bieg pojazdu oraz jego wyposażenie i estetykę wnętrza. Drobne uwagi dotyczyły pulpitu maszynisty, zgarniaczy i piasecznic. Potwierdzono oszczędności w zużyciu paliwa wskazując jednocześnie na awaryjność napędu i brak automatyki sterowania pozwalającej na optymalny dobór parametrów pracy silnika i przekładni.
W połowie 1992 PKP złożyły w ZNTK Poznań wstępne zapotrzebowanie na kolejny rok na 8 autobusów szynowych. W związku z tym w tym samym roku rozpoczęto montaż pierwszego egzemplarza trójczłonowego, który został ukończony w 1993. W lutym 1994 przeprowadzono jego badania w CNTK, a w marcu 1994 wykonano przejazd próbny na trasie Chabówka – Nowy Sącz. 20 kwietnia 1994 pojazd skierowano do próbnej eksploatacji w Dolnośląskiej DOKP. Na trasie Jelenia Góra – Karpacz pojazd testowano początkowo w wersji dwuczłonowej bez środkowego wagonu doczepnego, a następnie jako skład trójczłonowy. Oficjalna prezentacja pociągu miała miejsce na przełomie kwietnia i maja 1994 na trasach z Jeleniej Góry do Lwówka Śląskiego, Karpacza i Mieroszowa, a także na zamkniętym odcinku Mysłakowice – Kowary.
W 1996 zakłady ZNTK Poznań zbudowały kolejne dwa egzemplarze trójczłonowe, których konstrukcja różniła się od pierwszego pojazdu tego typu z 1993. W tym samym roku pierwszy z nich został zaprezentowany na Międzynarodowych Targach Poznańskich.
Produkcję pojazdów typu 207M zakończono po wybudowaniu 6 sztuk ze względu na brak dalszych zamówień ze strony PKP oraz złą sytuację finansową ZNTK Poznań.

## Konstrukcja
| Typ                                 | 207M                       | 207Mr                      | 207Ma                      | 207Mb                      | 207Mra                     |
| Seria                               | SA101                      | SA121                      | SA102A                     | SA102B                     | SA111                      |
| ----------------------------------- | -------------------------- | -------------------------- | -------------------------- | -------------------------- | -------------------------- |
| Rodzaj wagonu                       | silnikowy                  | rozrządczy                 | silnikowy                  | silnikowy                  | doczepny                   |
| Układ osi                           | 1’A’                       | 1’1’                       | 1’A’                       | 1’A’                       | 1’1’                       |
| Długość pudła                       | 15 020 mm                  | 15 020 mm                  | 15 020 mm                  | 15 020 mm                  | 15 020 mm                  |
| Długość całkowita                   | 15 640 mm                  | 15 640 mm                  | 15 640 mm                  | 15 640 mm                  | 15 020 mm                  |
| Szerokość maksymalna                | 3003 mm                    | 3003 mm                    | 3003 mm                    | 3003 mm                    | 3003 mm                    |
| Wysokość maksymalna                 | 3600 mm                    | 3600 mm                    | 3600 mm                    | 3600 mm                    | 3600 mm                    |
| Wysokość podłogi                    | 1250 mm ponad główką szyny | 1250 mm ponad główką szyny | 1250 mm ponad główką szyny | 1250 mm ponad główką szyny | 1250 mm ponad główką szyny |
| Liczba i światło drzwi pasażerskich | 2×800 mm                   | 2×800 mm                   | 2×800 mm                   | 2×800 mm                   | 2×800 mm                   |
| Liczba miejsc siedzących            | 48                         | 48                         | 48                         | 48                         | 48                         |
| Liczba miejsc stojących (4 os./m2)  | 70                         | 70                         | 70                         | 70                         | 56                         |
| Liczba miejsc ogółem                | 118                        | 118                        | 118                        | 118                        | 104                        |
| Liczba toalet                       | –                          | 1                          | 1                          | 1                          | –                          |
| Średnica kół                        | 920 mm                     | 920 mm                     | 920 mm                     | 920 mm                     | 920 mm                     |
| Rozstaw czopów skrętu               | 8300 mm                    | 8300 mm                    | 8300 mm                    | 8300 mm                    | 8300 mm                    |
| Masa                                | 26 500 kg                  | 26 500 kg                  | 26 500 kg                  | 26 500 kg                  | 29 000 kg                  |
| Typ silnika                         | SW 680/59/15               | –                          | BF6L513RC                  | BF6L513RC                  | –                          |
| Liczba i moc silników               | 1×180 kW                   | –                          | 1×200 kW                   | 1×200 kW                   | –                          |
| Prędkość maksymalna                 | 90 km/h                    | 90 km/h                    | 90 km/h                    | 90 km/h                    | 90 km/h                    |

### Nadwozie
Pudło wszystkich wagonów jest zespawane z profili stalowych i oparte na ramie za pomocą czterech bloków metalowo-gumowych. W ścianach czołowych zamontowano zderzaki oraz podwójne gniazda sterowania wielokrotnego i sprzęg śrubowy umożliwiający połączenie wagonów typu 207M z innym taborem. Łączenie wagonów w składzie również odbywa się za pomocą takiego sprzęgu. W tylnych ścianach czołowych znajduje się przejście międzywagonowe osłonięte gumowymi wałkami.

### Wnętrze

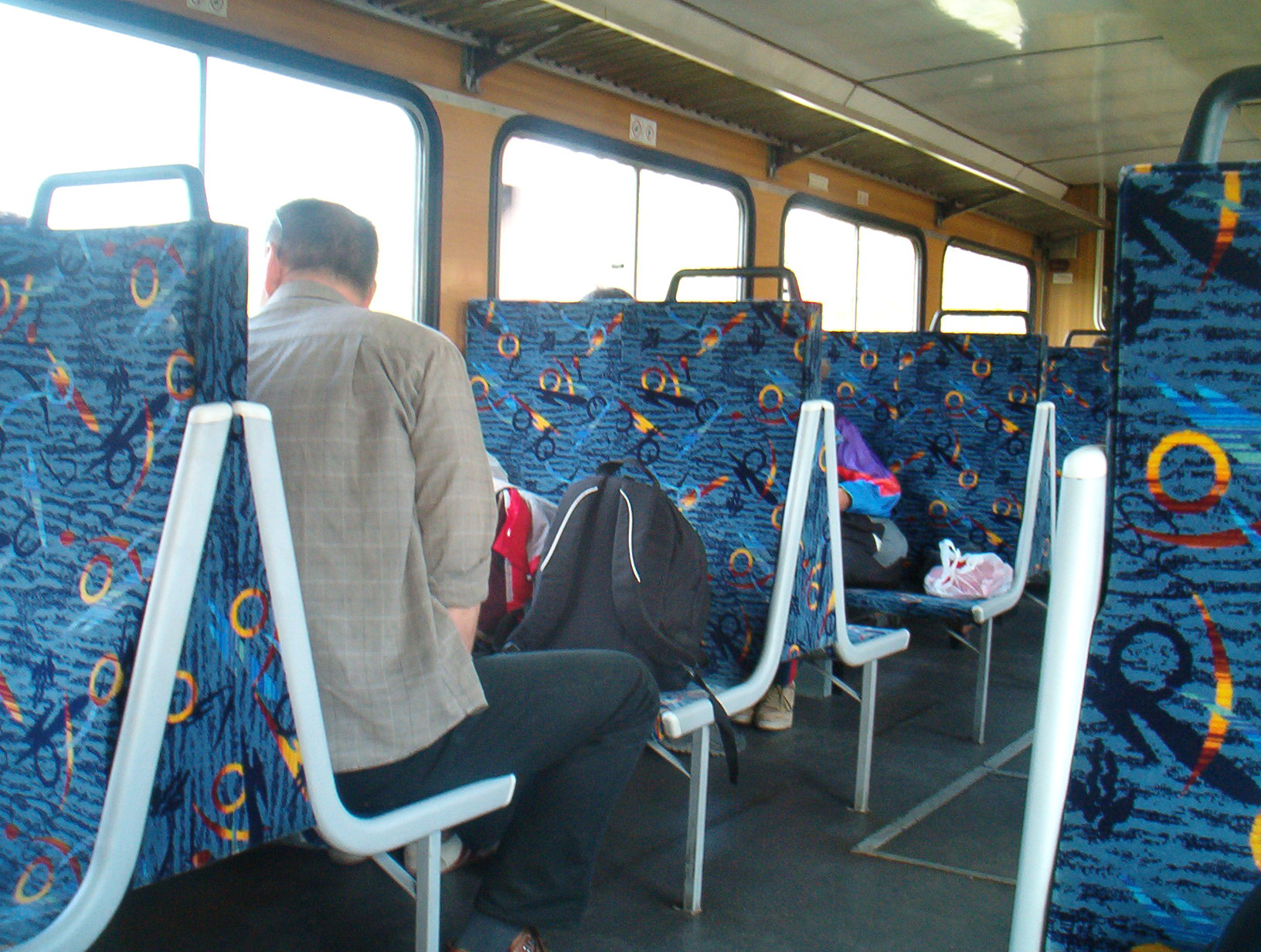
Wnętrze wagonu SA102

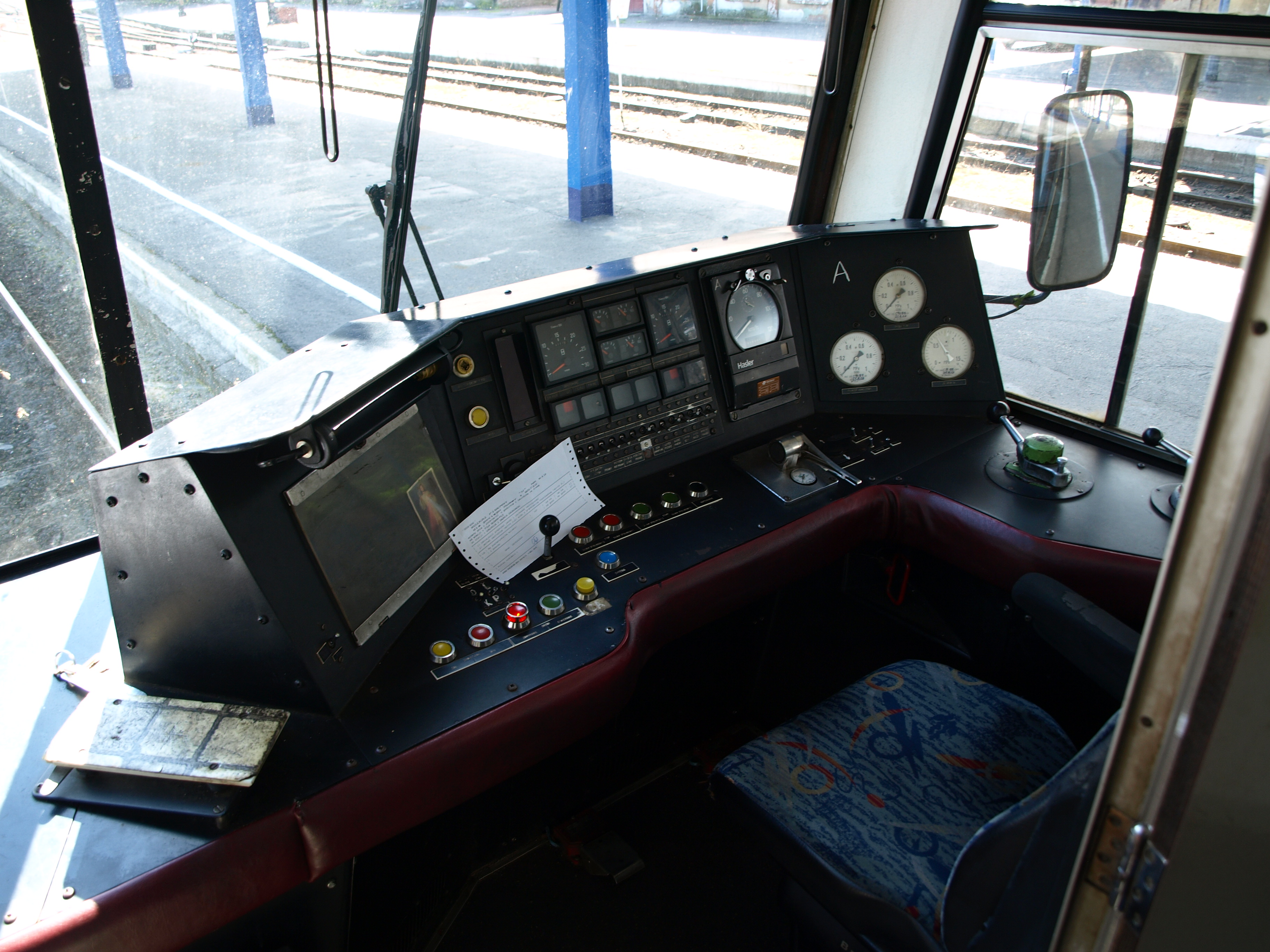
Pulpit maszynisty w kabinie wagonu SA102

We wnętrzu wagonów silnikowych i rozrządczych znajduje się kabina maszynisty, przedni przedsionek drzwiowy, przedział pasażerski, tylny przedsionek drzwiowy oraz przedział z toaletą i szafą elektryczną zlokalizowanymi po przeciwnych stronach przejścia wzdłuż osi pojazdu. W wagonach doczepnych kabina została zastąpiona szafami elektrycznymi i przejściem międzywagonowym.
SA101/SA121
W przedziałach zastosowano układ siedzeń 2+2 wzdłuż środkowego przejścia. W pierwszym zespole dwuwagonowym zamontowano czerwone ławki z tworzywa sztucznego, natomiast drugi skład SA101/SA121 wyposażono w siedzenia obite tkaniną o stonowanej kolorystyce. Podłoga znajduje się na wysokości 1250 mm ponad główką szyny. Umieszczone w niej klapy w przedziale pasażerskim wagonu silnikowego zapewniają dostęp do silnika i przekładni.
Każdy z przedsionków drzwiowych wyposażono w jednoskrzydłowe drzwi odskokowo-przesuwne o świetle 800 mm otwierane centralnie przez maszynistę z kabiny. Pierwsze od strony kabiny okno w części pasażerskiej jest stałe, natomiast wszystkie pozostałe okna mają górną część przesuwaną.
Część pasażerska wagonu silnikowego SA101 jest ogrzewana wodą z układu chłodzenia silnika, natomiast w wagonach rozrządczych SA121 ogrzewanie zapewniają dwa spalinowe agregaty ogrzewcze zasilane z odrębnego zbiornika paliwa. Oświetlenie świetlówkowe jest zasilane napięciem 24 V DC.
Kabina maszynisty jest oddzielona od przedziału pasażerskiego ścianą, w której zamontowano drzwi prowadzące do przedsionka drzwiowego.
Różnice między serią SA101/SA121 a pierwszą sztuką SA102/SA111
We wszystkich wagonach trójczłonów zastosowano jednolity i niezależny od pracy silnika system ogrzewania wodnego, w skład którego wchodzi podgrzewacz wody firmy Eberspächer. Drzwi w przedsionkach wagonów SA102/SA111 są sterowane pneumatycznie aparaturą firmy Festo wyposażoną w układ reagujący na przeszkodę przy zamykaniu. Wprowadzone zmiany doprowadziły do zmiany oznaczenia.
Zmiany wprowadzone w drugim i trzecim egzemplarzu SA102/SA111
Dwie ostatnie sztuki pojazdów trójczłonowych wyposażono w toalety o obiegu zamkniętym firmy Evac. W środkowym wagonie doczepnym wymontowano jedną z sekcji siedzeń tworząc tym samym miejsce dla osób niepełnosprawnych. Przesuwne okna w przedziałach pasażerskich zamieniono uchylnymi.

### Wózki
Każdy z wagonów typu 207M oparty jest na dwóch jednoosiowych wózkach. Wagony serii SA101 i SA102 są wyposażone w jeden wózek toczny i jeden wózek napędny, natomiast wagony serii SA121 i SA111 mają dwa wózki toczne.
Ramy wózków składają się z połączonych poprzecznicami krótkich ostojnic z przyspawanymi widłami maźniczymi i gniazdami usprężynowania I stopnia. Usprężynowanie to pomiędzy maźnicą a ramą wózka stanowią cztery sprężyny śrubowe, natomiast na usprężynowanie II stopnia składają się elementy gumowe osadzone na wieszakach połączonych z ramą wózka. Jedyna różnica pomiędzy wózkami tocznymi typu 18AN a wózkami napędnymi typu 6MN to brak przekładni osiowej i układu piasecznicy w wózku tocznym.
Wszystkie koła mają średnicę 920 mm, a odległość między czopami skrętu w każdym z wagonów wynosi 8300 mm.

### Napęd
Fabryczne SA101
W autobusach szynowych serii SA101 początkowo zastosowano silniki typu SW 680/59/15 produkcji WSK Mielec. Były to jednostki wysokoprężne wyposażone w 6 cylindrów w układzie rzędowym pionowym i doładowywane turbosprężarką o mocy 180 kW produkowane od 1966 na licencji firmy British Leyland, stosowane również m.in. w Jelczach 300, 410, PR110 i autobusach marki Autosan. Średnica cylindra wynosiła 127 mm, skok tłoka 146 mm, a objętość skokowa 11 100 cm3. Silnik był górnozaworowy z popychaczowym układem rozrządu OHV, przy czym wałek rozrządu był umieszczony w kadłubie silnika. Kuty jednolity wał korbowy był podparty na siedmiu ślizgowych łożyskach głównych, a bezpośredni wtrysk paliwa następował do toroidalnych komór spalania w denkach tłoków. Aparatura wtryskowa była produkowana w kraju na licencji Friedmann-Meyer. Masa suchego silnika wynosiła 970 kg.
Silnik był połączony z hydraulicznym przetwornikiem momentu obrotowego typu ZM340, który pełnił równocześnie rolę sprzęgła. Napęd z przetwornika przekazywany był dalej za pomocą wału Kardana do sterowanej hydraulicznie czterobiegowej mechanicznej skrzyni biegów typu SB-185 44A/K5 produkcji FMB „Bumar” z Mrągowa. Oś wózka napędnego była napędzana za pośrednictwem dwustopniowej przekładni osiowej. Cały zespół napędowy umieszczony był pod podłogą wagonu silnikowego. Rura wydechowa poprowadzona nad dach pojazdu wewnątrz przedziału pasażerskiego została umieszczona w osłonie przy słupku międzyokiennym.
Zastosowano hamulce tarczowe Oerlikon.
Fabryczne SA102-001 i przebudowane SA101
W związku z awaryjnością krajowych podzespołów napędu zastosowanych w SA101 zdecydowano, że SA102 zostaną wyposażone w silniki typu BF6L513RC niemieckiej firmy Klockner-Humbold-Deutz. Są to silniki 6-cylindrowe chłodzone powietrzem o mocy 200 kW. Moment obrotowy jest przekazywany z silnika na koła za pomocą hydromechanicznej przekładni typu 14,7LHMR32432 firmy Clark składającej się z hydraulicznego zmiennika momentu pełniącego równocześnie funkcję sprzęgła oraz z czterobiegowej skrzyni przekładniowej sterowanej elektronicznie. Układ nadzorowany mikroprocesorem APC-100 automatycznie reaguje na zmiany obciążenia i dobiera parametry pracy przekładni zapewniając optymalną pracę napędu.
W sierpniu 1994 podjęto decyzję o wymianie napędu we wszystkich trzech sztukach SA101 na zespoły zastosowane w SA102-001.
Fabryczne SA102-002 i SA102-003
W ostatnich dwóch egzemplarzach zespołów trójczłonowych zastosowano przekładnie typu T211rz firmy Voith.
Zaraz po przebudowie SA101 w sierpniu 1994 CNTK wydało opinię o zasadności wymiany przekładni firmy Clark na komponenty firmy Voith. Ich niezawodna praca w dwóch ostatnich składach trójczłonowych doprowadziła do decyzji o ujednoliceniu układów napędowych wszystkich sześciu pojazdów typu 207M. W grudniu 1997 przekładnie Voith T211rz zamontowano w trzech wagonach SA101 podczas ich drugich napraw rewizyjnych, a w lutym 1998 podczas pierwszej naprawy otrzymał ją również pierwszy SA102-001.

## Eksploatacja
| Skład                           | Rok produkcji | Historia eksploatacji | Stan                                                                                         |
| ------------------------------- | ------------- | --- | -------------------------------------------------------------------------------------------- |
| SA101-001+SA121-001             | 1991          | MD Chojnice (1992–1997) MT Chojnice (1997–1999) MZ Chojnice (1999) MZ Gdynia (1999–2001) Pomorski Zakład PR (2001–2004) Małopolski Zakład PR (2004–2010) Pomorski Zakład PR (2010–2014) Pomorski Oddział PR (2014–2016)                                                     | niesprawny, odstawiony                                                                       |
| SA101-002+SA121-002             | 1991          | MD Chojnice (1992–1997) MT Chojnice (1997–1999) MZ Chojnice (1999) MZ Gdynia (1999–2001) Pomorski Zakład PR (2001–2010) | zezłomowany na skutek uszkodzeń po wypadku na przejeździe kolejowo-drogowym w Lipuszu (2014) |
| SA101-003+SA121-003             | 1992          | MD Chojnice (1992–1997) MT Chojnice (1997–1999) MZ Chojnice (1999) MZ Gdynia (1999–2001) Pomorski Zakład PR (2001–2014) Pomorski Oddział PR (2014–2016) | zezłomowany (2017)                                                                           |
| SA102-001A+SA111-001+SA102-001B | 1993          | MD Jelenia Góra (1994–1995) MD Wałbrzych (1995–1997) MT Wrocław Płd. (1997–1999) MZ Wrocław Płd. (1999–2001) Dolnośląski Zakład PR (2001–2006) Małopolski Zakład PR (2006) Dolnośląski Zakład PR (2006–2009) Pomorski Zakład PR (2009–2014) Pomorski Oddział PR (2014–2016) | zezłomowany (2017)                                                                           |
| SA102-002A+SA111-002+SA102-002B | 1996          | MD Gdynia (1996–1997) MT Gdynia (1997–1999) MZ Gdynia (1999–2001) Pomorski Zakład PR (2001–2014) Pomorski Oddział PR (2014–2017) | Przekazany do Muzeum Przemysłu i Kolejnictwa                                                 |
| SA102-003A+SA111-003+SA102-003B | 1996          | MD Gdynia (1996–1997) MT Gdynia (1997–1999) MZ Gdynia (1999–2001) Pomorski Zakład PR (2001–2014) Pomorski Oddział PR (2014–2016) | niesprawny, odstawiony                                                                       |

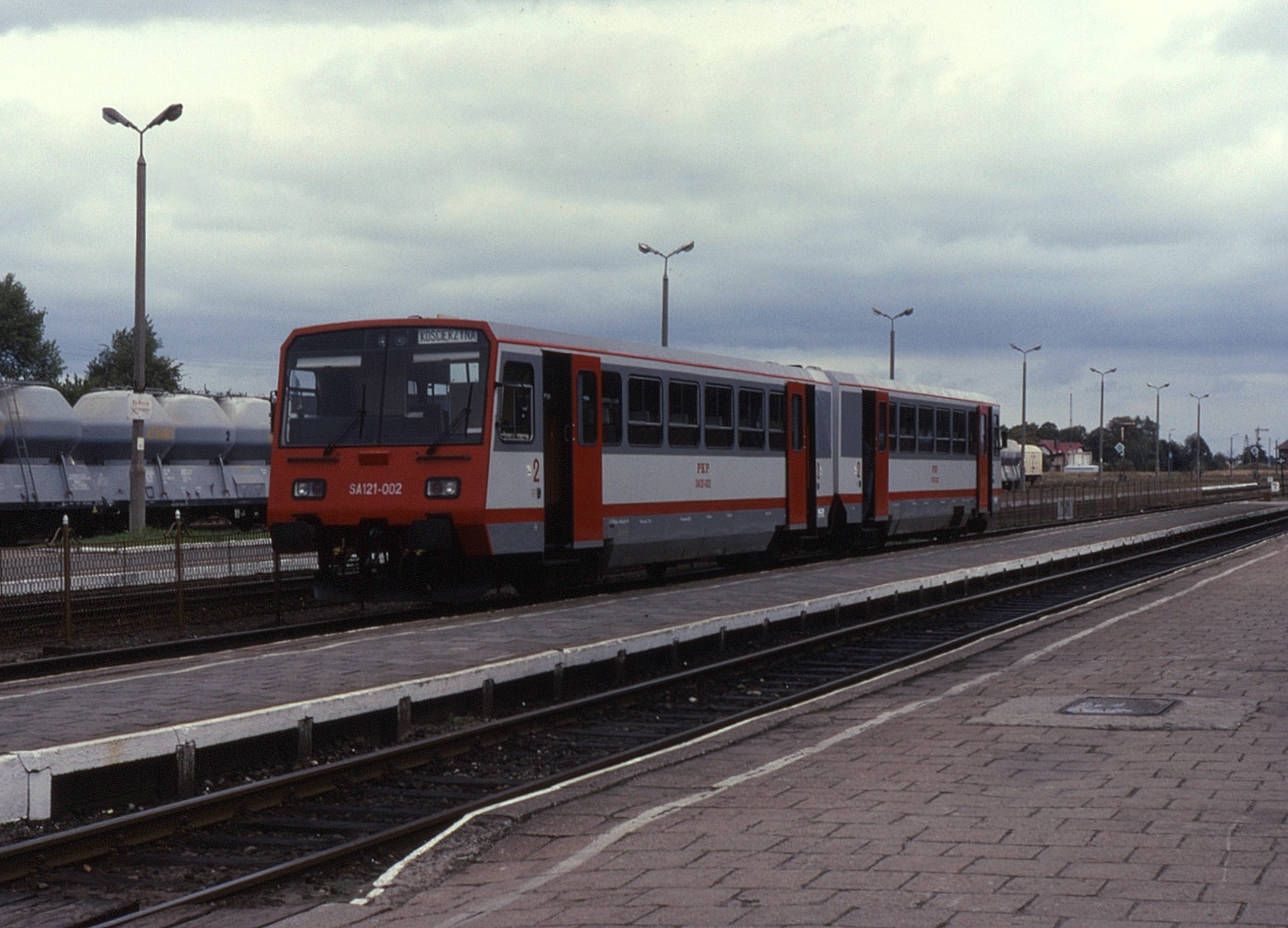
SA121-002 w Czersku (1995)

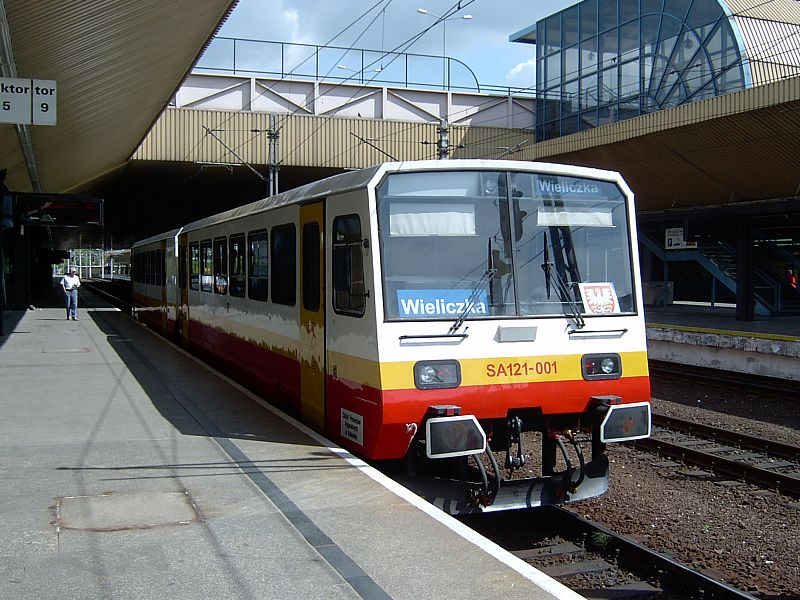
SA121-001 na stacji Kraków Główny (2006)

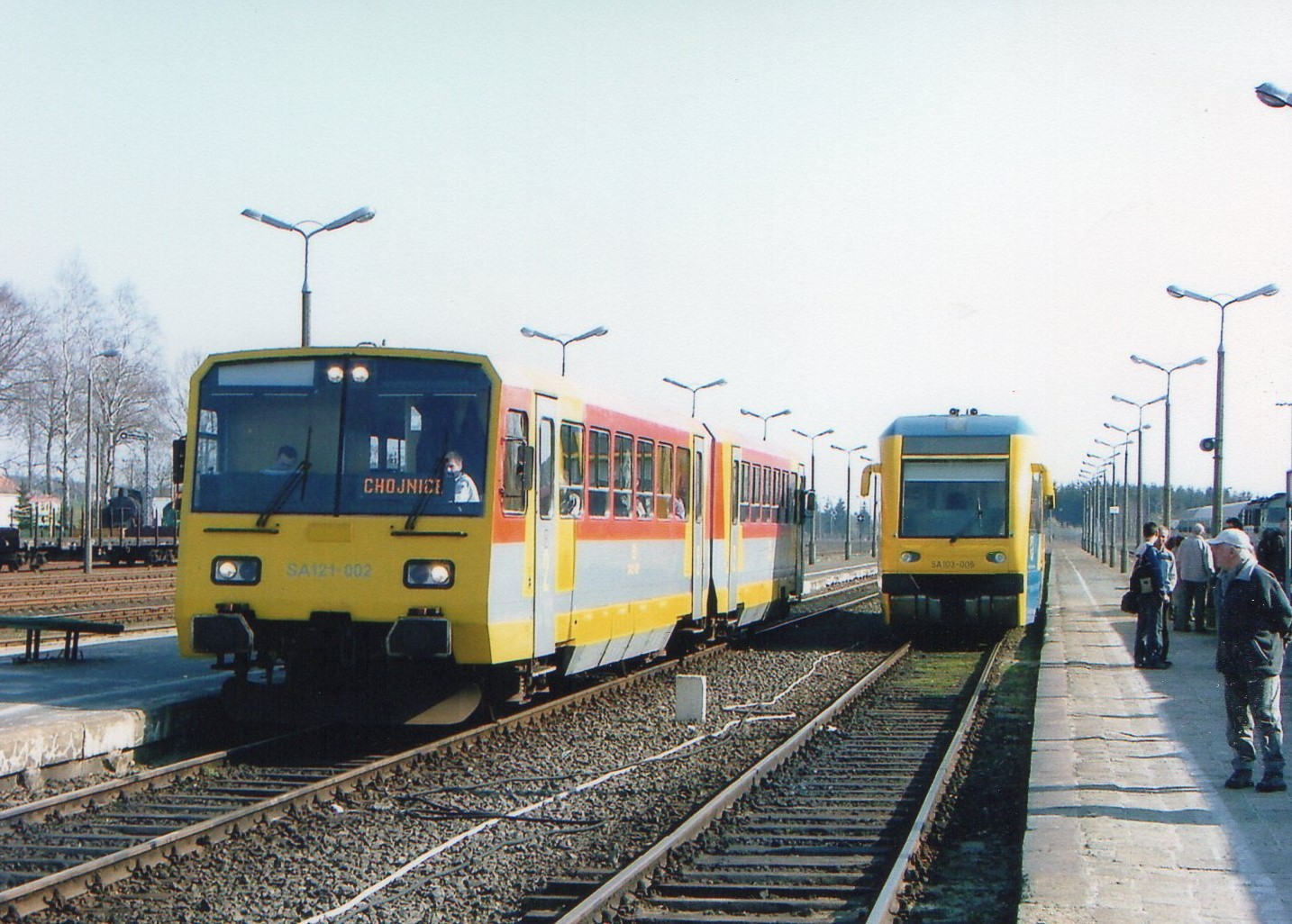
SA121-002 w Kościerzynie (2007)

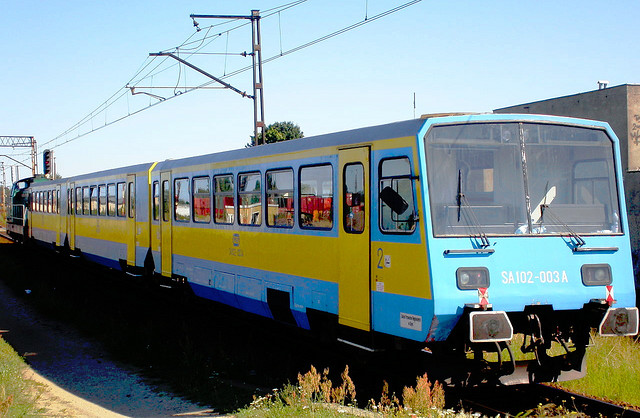
SA102-003 na stacji Gdynia Cisowa (2008)

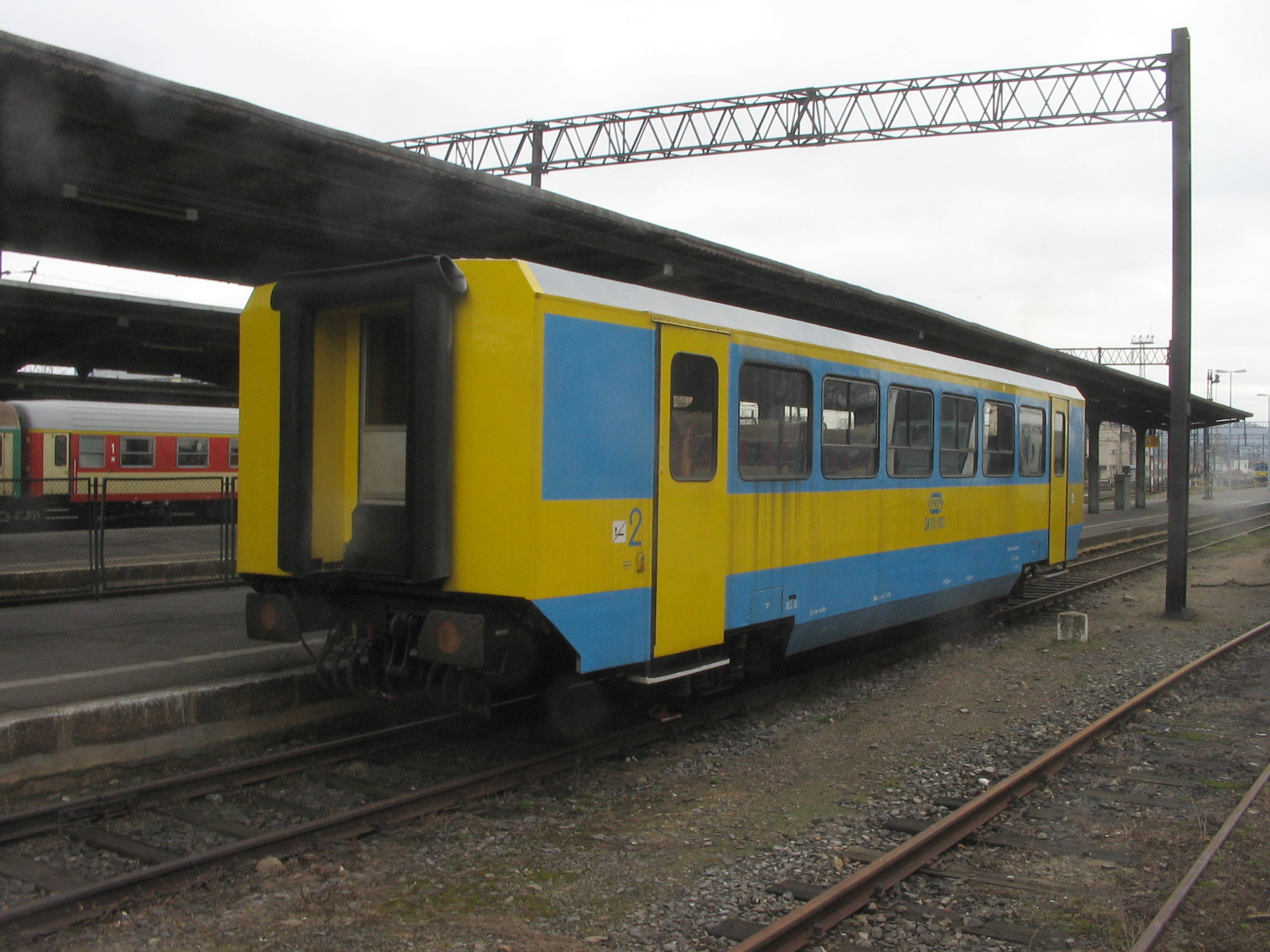
Odłączony wagon SA111-001 w Jeleniej Górze (2008)

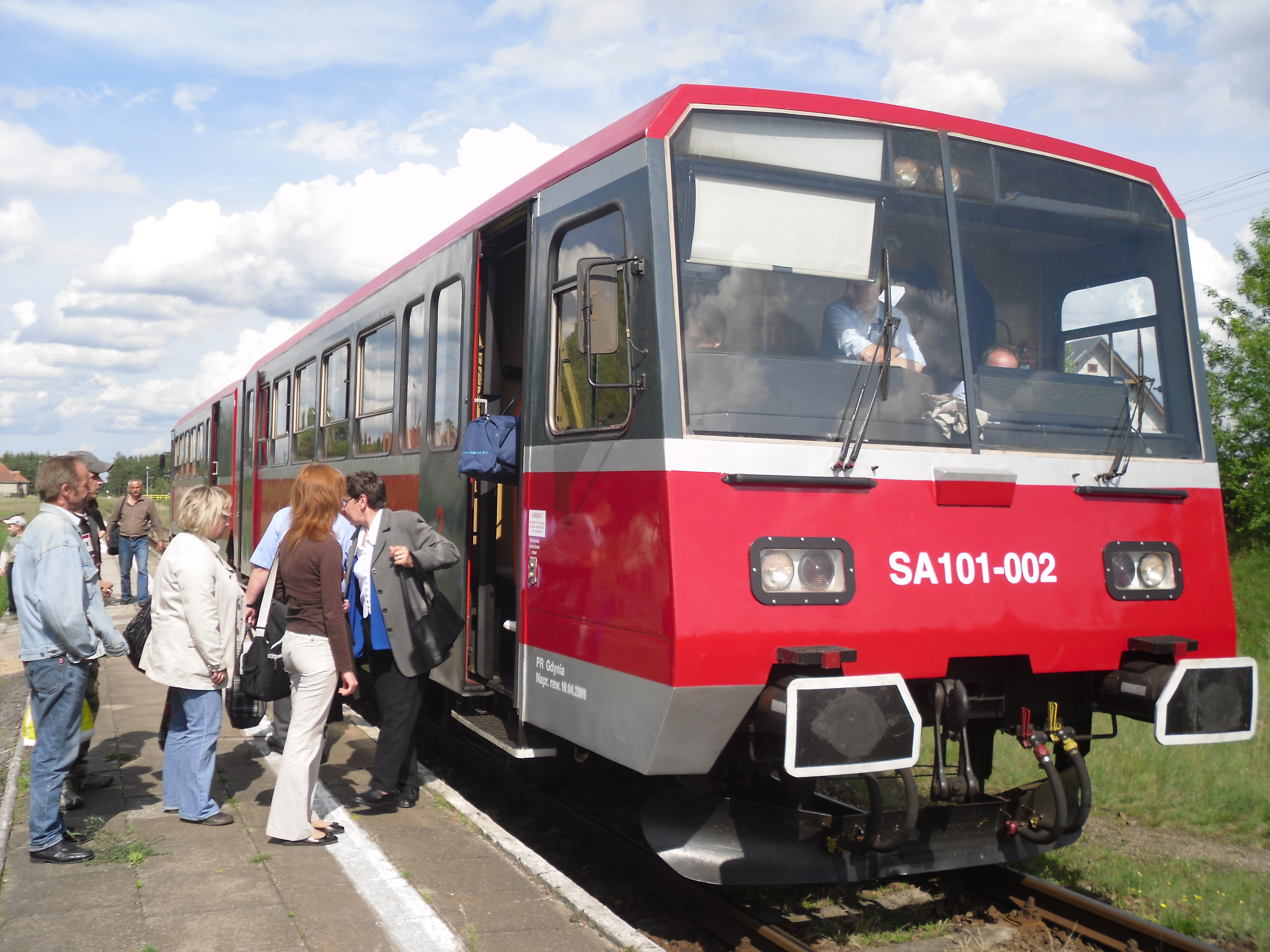
SA101-002 w Karsinie (2009)

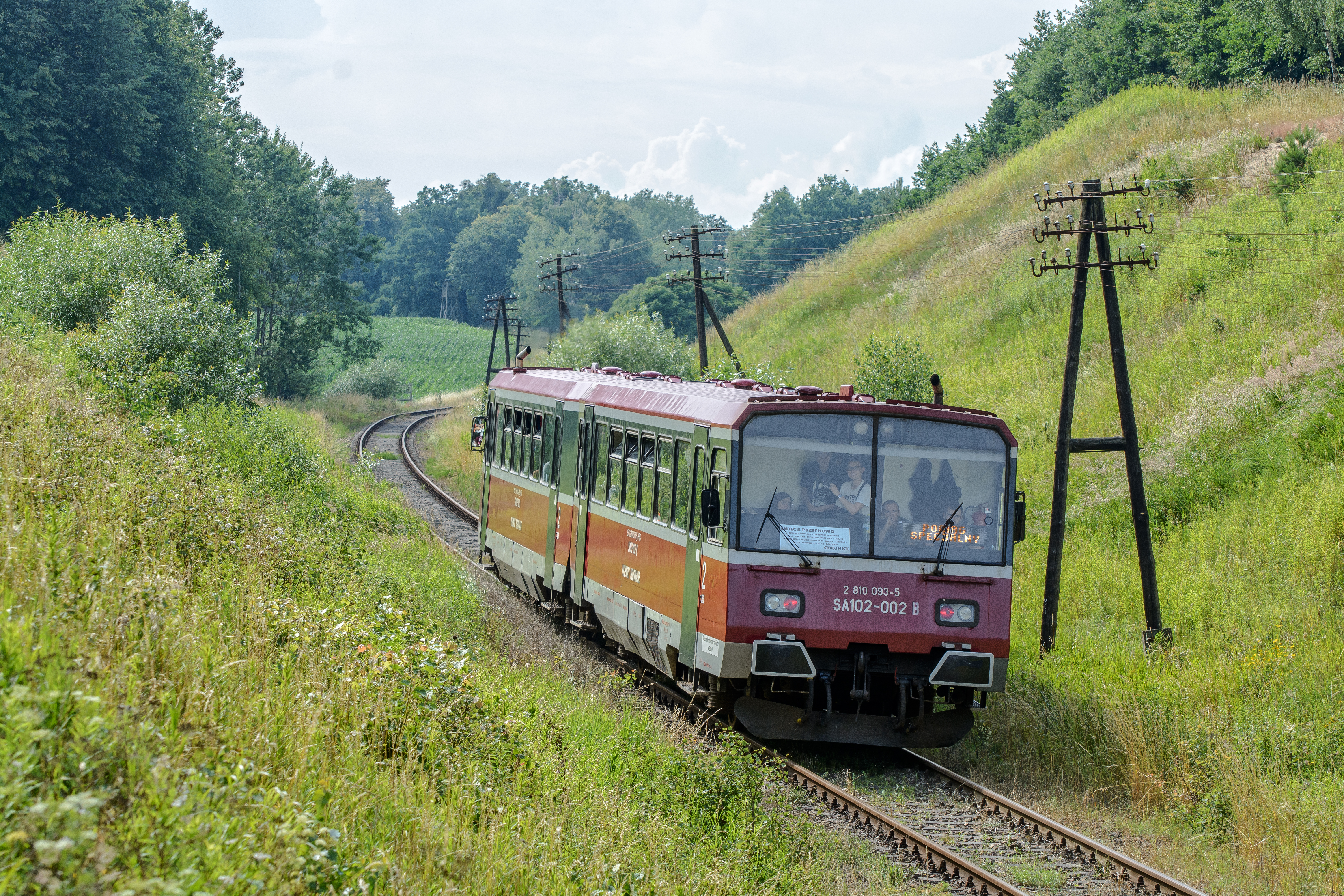
Ostatni kurs SA102-002 (2017)

W październiku 1992 wszystkie trzy jednostki dwuwagonowe rozpoczęły liniową eksploatację w MD Chojnice, a 1 stycznia 1993 po sfinalizowaniu transakcji zakupu zostały one wpisane do inwentarza PKP.
25 maja 1994 zespół SA102-001 rozpoczął eksploatację liniową w MD Jelenia Góra, gdzie obsługiwał połączenia Jelenia Góra – Zebrzydowa – Węgliniec – Lubań Śląski, Lubań Śląski – Zgorzelec i Jelenia Góra – Lwówek Śląski. W połowie września 1996 dwa pozostałe składy trójwagonowe skierowano do eksploatacji w MD Gdynia na trasie Gdynia Główna – Reda – Władysławowo – Hel. 1 września 1999 dwuwagonowe pojazdy serii SA101 zostały przeniesione z Chojnic do Gdyni.
Po restrukturyzacji PKP wszystkie jednostki zostały przekazane PKP Przewozom Regionalnym. Pięć pojazdów trafiło do Zakładu Pomorskiego, natomiast szósta sztuka do Zakładu Dolnośląskiego.
8 sierpnia 2004 skład SA101-001 został przeniesiony z Gdyni do Krakowa, gdzie obsługiwał połączenia Kraków Główny – Wieliczka, a następnie jeździł z Chabówki do Nowego Sącza. W trakcie naprawy pociąg otrzymał małopolskie barwy podobnie jak SA101-003, który nigdy nie był eksploatowany w rejonie Krakowa. 26 maja 2006 pojazd SA101-001, wraz ze sprowadzonym z Jeleniej Góry składem SA102-001, rozpoczął kursy do przystanku Kraków Balice. W lipcu 2006 delegowany skład powrócił do Gdyni.
W 2008 w dalszym ciągu pięć egzemplarzy było na stanie Pomorskiego Zakładu PR, a jeden Dolnośląskiego. Składy na Pomorzu obsługiwały połączenia Chojnice – Wierzchucin, Szczecinek – Kościerzyna i Piła – Tczew, natomiast skład dolnośląski trasę Zielona Góra – Bolesławiec/Zgorzelec.
29 sierpnia 2010 pierwszy skład dwuwagonowy powrócił z Małopolski na Pomorze i otrzymał bordowo-szare malowanie PR.
28 września 2010 pojazd SA101-002 na przejeździe kolejowo-drogowym koło Lipusza uderzył w samochód ciężarowy wiozący cement. W wyniku wypadku maszynista zginął na miejscu, a przód wagonu sterowniczego SA121 został zniszczony. Uszkodzenia okazały się na tyle poważne, że na początku 2014 podjęto decyzję o zezłomowaniu pojazdu. Na początku lipca 2014 skład został sprzedany jako złom.
W styczniu 2016 Pomorski Oddział Przewozów Regionalnych poinformował, że pojazdy serii SA101 i SA102 na odcinku Słupsk – Szczecinek mają zostać do końca miesiąca zastąpione przez wracające z przeglądów pojazdy serii SA133, zaś do końca roku mają one zostać całkowicie wycofane z eksploatacji. Wówczas wycofano z ruchu zespoły SA101-003 i SA102-001. 16 kwietnia Chojnickie Stowarzyszenie Miłośników Kolei, we współpracy z Przewozami Regionalnymi i PKP Cargo, zorganizowało pożegnanie pojazdów serii SA101, podczas którego miał miejsce przejazd składem SA101-001 po linii kolejowej nr 243 na odcinku Starogard Gdański – Jabłowo. W połowie czerwca PR doprecyzowały terminy zakończenia eksploatacji poszczególnych pojazdów – SA101-001 miał zostać wycofany w październiku, a SA102-002 i 003 na przełomie listopada i grudnia. Do końca września wszystkie te jednostki obsługiwały połączenia z Chojnic i Słupska do Szczecinka. Na początku października, zgodnie z planem, zakończono eksploatację SA101-001, zaś pod koniec roku odstawiono SA102-003. Wówczas jedynym czynnym pojazdem tego typu został skład SA102-002, który po wprowadzeniu nowego rozkładu jazdy w połowie grudnia dalej kursował do Szczecinka, zaś na początku 2017 jeździł także z Chojnic do Kościerzyny.
Na początku kwietnia 2017 skład SA101-003 został wystawiony na sprzedaż, a w ostatnich dniach tamtego miesiąca zezłomowany w Chojnicach. Na przełomie kwietnia i maja Przewozom Regionalnym dostarczone zostały dwa pojazdy serii SA139 i wówczas zdecydowano, że to one zastąpią składy serii SA101 i SA102. Na stanie przewoźnika pozostawały wtedy 4 takie zespoły, w tym sprawny egzemplarz SA102-002. Na początku czerwca pojazd ten został wycofany z ruchu przed osiągnięciem przebiegu kwalifikującego go do naprawy. Na mocy porozumienia PR z SMK Chojnice brakujące kilometry miały zostać wykorzystanie do organizacji pociągu specjalnego. 8 lipca skład SA102-002 odbył swój ostatni kurs, który był zarazem ostatnim przejazdem z pasażerami i pożegnaniem pojazdów typu 207M. Zespół poprowadził pociąg Bory Tucholskie na trasie Chojnice – Czersk – Bąk – Lipowa Tucholska – Szlachta – Osie – Laskowice Pomorskie – Terespol Pomorski – Świecie Przechowo – Terespol Pomorski – Laskowice Pomorskie – Wierzchucin – Tuchola – Chojnice. Około godz. 18:10 pojazd zjechał do chojnickiej lokomotywowni, gdzie został odstawiony i tym samym dołączył do pozostałych istniejących egzemplarzy.
Na początku września 2017 Wojewódzki Konserwator Zabytków w Gdańsku wpisał do rejestru zabytków pojazd SA102-002, który był w najlepszym stanie technicznym i wizualnym spośród zachowanych pojazdów tej serii. Wówczas Stowarzyszenie Miłośników Kolei w Jaworzynie Śląskiej próbowało pozyskać ten autobus szynowy do nowo tworzonego muzeum na bocznicy w Pastuchowie. Tak się jednak nie stało i w sierpniu 2018 pojazd SA102-002 został wystawiony na sprzedaż wraz z pojazdami SA102-003 i SA101-001. Wszystkie 3 pojazdy były wówczas niesprawne i pozbawione aktualnego świadectwa sprawności technicznej. SA102-002 został zakupiony przez Muzeum Przemysłu i Kolejnictwa i w pod koniec listopada został przetransportowany z Chojnic do Jaworzyny Śląskiej.

## Nagrody i wyróżnienia
- 1992 – wyróżnienie resortowe Ministra Przemysłu i Handlu dla zespołu SA101/SA121[3].
- 1992 – srebrny medal na 41. Światowych Targach Wynalazków, Badań Naukowych i Innowacji Przemysłowych Eureka ’92 w Brukseli dla zespołu SA101/SA121[3].
- 1992 – zespół SA101/SA121 został jednym z laureatów konkursu Swego nie znacie ’92 organizowanego przez „Głos Wielkopolski”[4].